# Hyperdimension Neptunia (jeu vidéo)
 (août 2019).
Si vous disposez d'ouvrages ou d'articles de référence ou si vous connaissez des sites web de qualité traitant du thème abordé ici, merci de compléter l'article en donnant les références utiles à sa vérifiabilité et en les liant à la section « Notes et références ».
Hyperdimension Neptunia est un jeu vidéo de rôle développé par Compile Heart et sorti en 2010 sur PlayStation 3. Il est réédité sous le titre Hyperdimension Neptunia Re;Birth 1 sur PlayStation Vita et Windows à partir de 2013.

## Synopsis
Gamindustri est une réalité parallèle dont les citoyens sont les personnifications de bon nombre d'éléments de l'industrie du jeu vidéo tel que les consoles, des mascottes ou des studios/éditeurs de jeu (essentiellement d'un point de vue japonais, il y a peu de référence à d'autres pays).
Ce monde unique à l'origine est divisé en 4 continents en lévitation dans l'infini céleste depuis des millénaires, presque autant de temps que la guerre qui les déchire. Chaque continent supporte une nation gouvernée par un CPU, une déesse à forme humaine capable de transformation "HDD" (Hard Drive Divinity). Ces filles convoitent le contrôle du monde des humains tout entier et s'affrontent sur Celestia, la terre des déesses flottant si haut au-dessus qu'elles seules peuvent y aller. 
Cependant, tant qu'elles se battent en haut, les mondes en bas évoluent sans elles et développent leurs propres crises, les obligeant à y retourner. Leur pouvoir vient de la foi de leurs peuples respectifs appelés "les shares", elles ne peuvent donc pas négliger leurs nations indéfiniment, et cela ajoute à leur incapacité à prendre le dessus sur les autres instaure une lassitude dans le combat. Un jour, les CPUs Black Heart, White Heart et Green Heart, déesses respectives de Lastation, Lowee et Leanbox, s'allient à 3 contre Purple Heart, déesse de Planeptune, celle qu'elles ne supporteraient pas de voir gagner la guerre et la bannisse dans le monde des humains.
Alors les événements prennent effectivement une nouvelle tournure, Neptune alias Purple Heart se réveille amnésique chez Compa, infirmière (ratée), et part en quête de sa mémoire.
Elle découvre un Planeptune grouillant de monstres et rencontre IF l'aventurière. Guidée par la voix du tome Histoire qui se décrit comme "le tout du monde" car contenant l'histoire de Gamindustri, elle doit retrouver ses 4 fragment-clés pour la libérer d'un sceau et d'une femme malveillante. Ses recherches la conduisent à visiter les autres nations et rencontrer/affronter/aider les déesses ou les Hommes des basilicoms (leur église).
Neptune découvrira notamment que les monstres sont invoqués par le biais de CD-roms distribués par un certain messager de Momus qui n'est autre que Arfoire elle-même, la femme qui retient Histoire. Elle répand les rumeurs de la défaite des CPUs contre un roi démon nommé Momus et pousse les gens à le craindre et à ne pas tuer les monstres sous peine de vengeance. Elle manipule surtout la guilde, un rassemblement de gens bannis par leurs nations natales à cause d'une propagande des basilicoms voulant que les citoyens d'une nation croient en la déesse correspondante comme une dette de naissance. Le parti modérateur de la guilde, dont IF, veut que tous adore la déesse de leur choix sans intervention mais les extrémistes de la guilde veulent affaiblir directement les déesses concurrentes.
L'un d'eux a fondé une méga-corporation à Lastation pour s'emparer du parlement et ruiner le pays, un autre voulait utiliser l'influence des aristocrates de Leanbox pour renverser son basilicom et le grand prêtre tyrannique, tandis que Lowee servait de repère à bon nombre de fidèles de Momus grâce à son labyrinthe souterrain secret raccordant tout le réseau de sanctuaires de White Heart.
Tous ces problèmes réglés, Neptune retrouve Histoire au fond d'un ancien basilicom d'une déesse oubliée et la libère, elle lui rend alors sa mémoire (c'est une séparation entre la fin normale et la vraie fin, les déesses refusent de s'allier à une Neptune insouciante dans son amnésie, inconsciente de les avoir tant haï)
Arfoire est révélée être l'ancienne déesse et mère des 4 CPUs, elle vivait avec Histoire sur Celestia. Sa solitude la rendait folle et Histoire lui a proposé d'écrire de nouvelles possibilités dans le tome avec ses pouvoirs afin de transformer le monde, elle pourrait en profiter pour effacer l'histoire de son règne gravé dans les souvenirs de son peuple, mais ce n'était qu'une façade, Arfoire avait imaginé un plan: Les 4 CPUs seules ne représente qu'un quart du pouvoir d'une déesse, et le pouvoir d'Arfoire ne représente que la moitié du pouvoir de la vraie déesse qui a antiquement créée Histoire pour prévenir tout abus néfaste pour les humains. (qu'Histoire dise être le tout du monde et qu'il n'y a rien qu'elle ne peut pas savoir, est dû au fait que la vraie déesse pouvait véritablement transformer le monde et le temps à sa volonté)
Arfoire a donc écrit 4 CPUs, tranchant Gamindustri en 4, et les a défié de devenir une vraie déesse en unifiant terres et cieux, puis elles les a laissé s'entre-affaiblir et négliger leurs nations. En prêchant Momus, elle a conçu une source de peur semblable à de la foi pour s'en nourrir et finalement détruire elle-même Gamindustri. Histoire y survivrait mais assez affaiblie pour lui permettre de contrer les écritures et annuler la division du vrai pouvoir.
Ses souvenirs revenus, Neptune reporte sa haine envers Arfoire et tente d'aller à Celestia, elle est arrêtée de justesse par Compa et IF qui lui rappelle qu'elle ne vaudra pas mieux qu'Arfoire si elle néglige ses alliés. Histoire prévient que Arfoire a isolé Celestia et mentionne un tunnel spatial qu'un groupe de héros a emprunté pour combattre un dieu maléfique sur Celestia. Elles repartent demander l'assistance des CPUs et cherchent les armes de 4 anciens héros qui servent de clés au passage vers Celestia
Si 1 de ces dernières n'est pas ralliée, la fin normale s'enclenche et l'histoire finira sur un simple cessez-le-feu et une chasse aux monstres
L'équipe se rend au château de Celestia où Arfoire a toujours été depuis le début, les Arfoire rencontrées jusque-là n'étaient que des clones. Elle se transforme en dragon mais est finalement vaincue par le nombre.
Les CPUs désormais en paix s'unissent pour anéantir l'invasion de monstres et confient leurs pouvoirs à Histoire dans l'idée qu'ils seraient mieux utilisés par une nouvelle déesse.
Elles vivront donc des vies humaines très heureuses et mourront ensemble.

## Accueil
- Jeuxvideo.com : 7/20[1]

## Remake
Hyperdimension Neptunia Rebirth1 est "basé" sur ce jeu: il fait table rase et n'en conserve à peine le résumé au dos de la boite. Le scénario semble avoir été adapté à la direction artistique de Hyperdimension Neptunia mk2, en atteste son côté purement "moe" en comparaison à la noirceur de l'univers d'origine (exemple: des humains qui se transforme en monstres ou Neptune achevant elle-même un personnage mourant pour avoir cassé l'ambiance avec ses dernières paroles). Le système des combats était très critiqué notamment pour sa lenteur, Rebirth1 utilise celui de Hyperdimension Neptunia Victory et troque ses modèles 3D des 4 continents pour une carte du monde en 2D, aussi les innombrables menus déroulants pour sélectionner un niveau ou une quête sont remplacés par des icônes sur la carte, le tout évoquant un plateau de jeu.
Principales différences scénaristiques
L'histoire est concentrée sur les éléments importants du jeu original qui décrivait minutieusement son univers points par points. La plupart sont juste mentionnés voir oubliés, l'idée n'étant plus de décrire le monde d'un jeu dont les joueurs connaissent probablement déjà le principe et n'ont probablement pas envie d'y réfléchir sérieusement. Ainsi, le basilicom est le basilicom (plus de sanctuaire/parlement dont les limites n'étaient effectivement pas très claires), les références religieuses comme la purge des hérétiques sont zappées, il n'y a d'ailleurs pas d'hérétiques mentionnés tel quel, les dégâts liés aux monstres sont vaguement notifiés et rien ne dit s'ils mangent encore des gens,... 
Concernant Arfoire, elle n'est plus l'ancienne déesse mais le 5e héros du quatuor que l'histoire a visiblement oublié de mentionner, elle a toujours eu le pouvoir de copier et s'en sert pour survivre alors que le quatuor meurt sur Celestia (c'est donc elle qui ramènera leur armes dans le monde des humains) avant qu'elle n'assène le coup de grâce à la déesse maléfique qui se repent (probablement une référence à Rei Ryghts) et disparaît en laissant les 4 CPUs derrière elle. Arfoire élève donc les CPUs en supposant qu'elles ont eu une croissance biologique et étaient alors très jeunes puisqu'elles n'en garderont aucun souvenir, pas même l'impression d'être comme sœurs, et finalement Arfoire essaie d'utiliser le pouvoir maléfique qu'elle avait copié précédemment mais se corrompt mentalement. Elle provoque la guerre des consoles pour affaiblir les CPUs et copier leurs 4 quarts de pouvoir et devenir un dieu. Elle récupère les fragments-clés quand le groupe les cherche par souci de logique. Elle est présentée comme le grand méchant qui complotait tout en se montrant être Conversation l’évangéliste de Lowee, en organisant l'empoisonnement de Neptune à la place du grand prêtre de Leanbox ou encore en étant le client qui commande et expédie des armes de Lastation à Lowee. Et pour finir, Momus n'est plus une chimère pour la renforcer mais un monstre qu'elle invoque physiquement en utilisant la peur des gens et le pouvoir d'altération du réel d'histoire.
Quant aux CPUs, elles sont en guerre mais le pouvoir de l'amitié facilite les choses et elles se joignent à l'équipe beaucoup plus tôt dans le jeu. Elles ne se débarrassent plus de leurs pouvoir à la fin et la plupart des "méchants" originaux les soutiennent comme les 2 bandits. Leurs formes humaines sont désormais connues de tout le monde excepté Neptune qui s'en servait probablement toujours de couverture mais pour fuir son boulot.
Il n'y a plus d'aristocrates à Leanbox, les citoyens de Lowee savent et reconnaissent les colères légendaires de White Heart comme sa marque de fabrique... Et surtout, Neptune renonce à sa mémoire pour enterrer sa haine.